# Лінденфельс
Лінденфельс (нім. Lindenfels) — місто в Німеччині, знаходиться в землі Гессен. Підпорядковується адміністративному округу Дармштадт. Входить до складу району Бергштрасе.
Площа — 21,09 км2. Населення становить 5084 ос. (станом на 31 грудня 2020).